# Anaxibia (hija de Cratieo)
En la mitología griega, Anaxibia (Ἀναξίβια) es una hija de un tal Cratieo (Κρατιεύς), del que nada más se sabe. Según algunas fuentes fue la esposa de Néstor y la madre de Pisídice, Policasta, Perseo, Estrático, Areto, Equefrón, Pisístrato, Antíloco y Trasimedes. Sin embargo, es más frecuente considerar a Eurídice como esposa de Néstor y madre de estos hijos.